# Noguera
La Noguera è una delle 41 comarche della Catalogna, con una popolazione di 37.565 abitanti; suo capoluogo è Balaguer.
Amministrativamente fa parte della provincia di Lleida, che comprende 13 comarche.

## Lista dei comuni della Noguera
| città                       | superficie | popolazione | densità        |
| --------------------------- | ---------- | ----------- | -------------- |
| Àger                        | 160,57 km² | 485 ab.     | 3,02 ab./km²   |
| Albesa                      | 37,6 km²   | 1.490 ab.   | 39,6 ab./km²   |
| Algerri                     | 54,32 km²  | 495 ab.     | 9,11 ab./km²   |
| Alòs de Balaguer            | 69,09 km²  | 166 ab.     | 2,40 ab./km²   |
| Artesa de Segre             | 175,89 km² | 3.696 ab.   | 21,01 ab./km²  |
| Balaguer                    | 57,32 km²  | 15.281 ab.  | 266,59 ab./km² |
| Bellcaire d'Urgell          | 31,4 km²   | 1.281 ab.   | 40,8 ab./km²   |
| Bellmunt d'Urgell           | 5,1 km²    | 237 ab.     | 46,4 ab./km²   |
| Cabanabona                  | 14,1 km²   | 94 ab.      | 6,7 ab./km²    |
| Camarasa                    | 157,1 km²  | 876 ab.     | 5,6 ab./km²    |
| Castelló de Farfanya        | 52,62 km²  | 583 ab.     | 11,08 ab./km²  |
| Cubells                     | 39,2 km²   | 425 ab.     | 9,1 ab./km²    |
| Foradada                    | 28,6 km²   | 200 ab.     | 7,0 ab./km²    |
| Ivars de Noguera            | 27,14 km²  | 353 ab.     | 13,01 ab./km²  |
| La Baronia de Rialb         | 145,03 km² | 277 ab.     | 1,91 ab./km²   |
| La Sentiu de Sió            | 29,6 km²   | 469 ab.     | 15,8 ab./km²   |
| Les Avellanes i Santa Linya | 103 km²    | 477 ab.     | 4,6 ab./km²    |
| Menàrguens                  | 20,3 km²   | 819 ab.     | 40,4 ab./km²   |
| Montgai                     | 28,9 km²   | 798 ab.     | 27,6 ab./km²   |
| Oliola                      | 86,3 km²   | 231 ab.     | 2,7 ab./km²    |
| Os de Balaguer              | 136,0 km²  | 804 ab.     | 5,9 ab./km²    |
| Penelles                    | 25,5 km²   | 519 ab.     | 20,3 ab./km²   |
| Ponts                       | 30,5 km²   | 2.393 ab.   | 78,4 ab./km²   |
| Preixens                    | 28,7 km²   | 507 ab.     | 17,7 ab./km²   |
| Térmens                     | 27,54 km²  | 1.503 ab.   | 54,58 ab./km²  |
| Tiurana                     | 15,92 km²  | 46 ab.      | 2,89 ab./km²   |
| Torrelameu                  | 10,9 km²   | 578 ab.     | 52,8 ab./km²   |
| Vallfogona de Balaguer      | 27 km²     | 1.503 ab.   | 55,7 ab./km²   |
| Vilanova de l'Aguda         | 53,67 km²  | 242 ab.     | 4,51 ab./km²   |
| Vilanova de Meià            | 105,2 km²  | 424 ab.     | 4,2 ab./km²    |